# Phalange de la main
Les phalanges de la main (ou phalanges des doigts de la main ou os des doigts de la main) sont les os formant le squelette des doigts de la main.

## Description générale

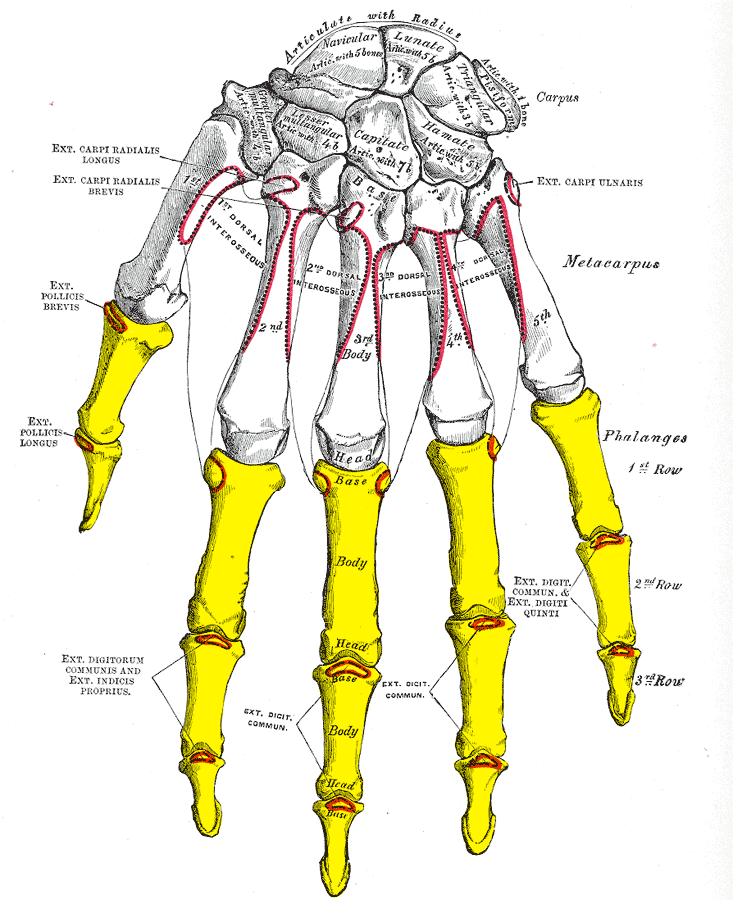
Vue dorsale des os de la main et les insertions musculaires avec les phalanges en jaune.

Chaque doigt de la main, sauf le pouce, possède trois phalanges : une phalange proximale, une phalange moyenne (parfois appelée « intermédiaire ») et une phalange distale.
Le pouce ne possède que deux phalanges : une proximale et une distale.
Chaque phalange possède :
- une extrémité proximale creusée d'une cavité articulaire,
- un corps en demi-cylindre avec la face antérieure plane,
- une extrémité distale articulaire pour les phalanges proximales et moyennes, libre pour les phalanges distales.

### Phalange proximale

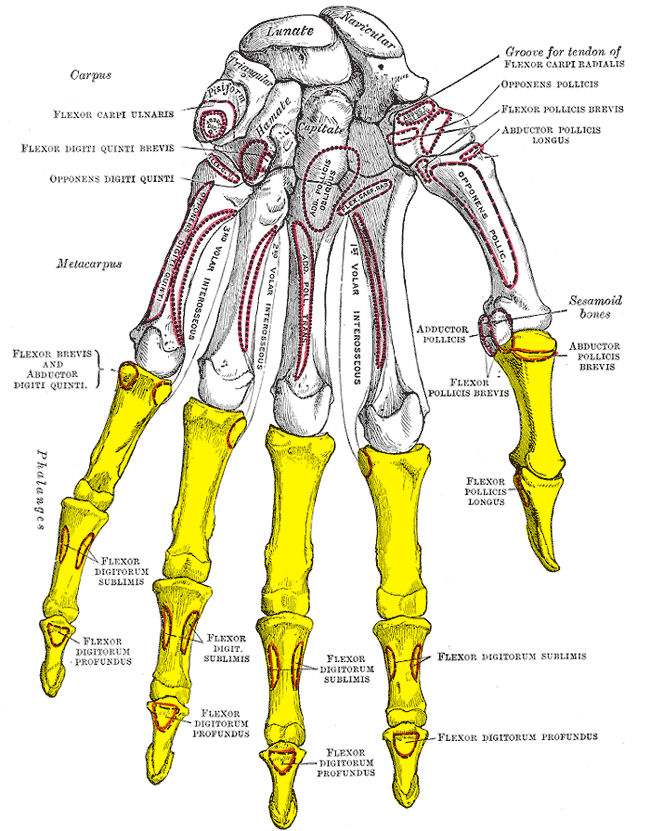
Vue palmaire des os de la main et les insertions musculaires avec les phalanges en jaune.

#### Extrémité proximale ou base
L'extrémité proximale de la phalange proximale est aplatie transversalement et présente une surface articulaire ovale étendue en avant. Latéralement elle présente deux tubercules et elle est entourée d'un sillon. Elle s'articule avec le métacarpien correspondant.
Les tubercules sont les insertions musculaires de :
| Doigt           | Tubercule latéral face dorsale                | Tubercule latéral face palmaire       | Tubercule médial Face dorsale                  | Tubercule médial Face palmaire                                                      |
| --------------- | --------------------------------------------- | ------------------------------------- | ---------------------------------------------- | ----------------------------------------------------------------------------------- |
| Pouce (I)       | Muscle court extenseur du pouce               |                                       |                                                | Muscle adducteur du pouce, Muscle court fléchisseur du pouce                        |
| Index (II)      | Premier muscle interosseux dorsal de la main  |                                       |                                                | Premier muscle interosseux palmaire                                                 |
| Majeur (III)    | Deuxième muscle interosseux dorsal de la main |                                       | Troisième muscle interosseux dorsal de la main |                                                                                     |
| Annulaire (IV)  |                                               | Deuxième muscle interosseux palmaire  | Quatrième muscle interosseux dorsal de la main |                                                                                     |
| Auriculaire (V) |                                               | Troisième muscle interosseux palmaire |                                                | Muscle court fléchisseur du petit doigt, Muscle abducteur du petit doigt de la main |

A la jonction de la base et de la diaphyse, sur la face palmaire de la phalange proximale du pouce s’insère le muscle court abducteur du pouce.

#### Extrémité distale ou tête
L'extrémité distale de la phalange proximale est également aplatie transversalement et présente une surface articulaire en poulie : une trochlée de la phalange de la main qui s'articule avec la base de la phalange moyenne correspondante.

### Phalange moyenne
La phalange moyenne est plus courte que la phalange proximale.
Le pouce n'a pas de phalange moyenne.

#### Extrémité proximale ou base
L'extrémité proximale de la phalange moyenne présente une surface articulaire divisée par une crête antéro-postérieure. Elle s'articule avec la trochlée de la tête de la phalange proximale.
Elle présente deux tubercules latéraux.
A l'arrière s'attache la bandelette médiane des extenseurs des doigts pour les quatre dernier doigts.

#### Diaphyse
La face palmaire donne insertion au muscle fléchisseur superficiel des doigts.

#### Extrémité distale ou tête
L'extrémité distale de la phalange moyenne possède une surface articulaire en poulie : la trochlée de la phalange de la main qui s'articule avec la base de la phalange distale correspondante.

### Phalange distale
La phalange distale est plus courte que la phalange moyenne.
Son extrémité proximale est similaire à celle de la phalange moyenne et s'articule avec la tête de celle-ci.
Médialement à la base de la phalange distale du pouce s'insère le muscle long fléchisseur du pouce et latéralement le muscle long extenseur du pouce.
Sur la face antérieure du corps des quatre derniers doigts, et vers la base s'insère le muscle fléchisseur profond des doigts, et en arrière les bandelettes latérales des muscles extenseurs.
Son extrémité distale est libre et se termine une tubérosité en forme de croissant : la tubérosité de la phalange distale de la main.

## Embryologie
Les phalanges possèdent deux points d'ossification un pour l'extrémité proximale et un pour la diaphyse et l'extrémité distale.